# Iso-Akka
Iso-Akka är en sjö i kommunen Kuusamo i landskapet Norra Österbotten i Finland. Sjön ligger 253,1 meter över havet. Arean är 48 hektar och strandlinjen är 4,46 kilometer lång. Sjön  ingår i Kems huvudavrinningsområde.   Den ligger omkring 230 kilometer nordöst om Uleåborg och omkring 690 kilometer norr om Helsingfors. 
Iso-Akka ligger norr om Iso Jalmajärvi. 